# Bank Charter Act
La Bank Charter Act, también conocida como Ley bancaria de Peel, fue una norma aprobada por el Parlamento británico en 1844, con   Robert Peel como primer ministro, que restringía la capacidad de emisión de billetes de los bancos privados y establecía un cuasimonopolio en favor del Banco de Inglaterra.

## Historia
Hasta la aprobación de esta ley a mediados del siglo XIX, los bancos comerciales del Reino Unido e Irlanda podían emitir, con la debida autorización, sus propios billetes y pagarés emitidos por entidades bancarias de ámbito normalmente provincial. La ley estuvo precedida de una amplia y enconada polémica desarrollada en los años anteriores sobre la necesidad de regular la emisión de papel moneda por las entidades bancarias. 
El  Gobierno británico, encabezado por su Primer ministro Robert Peel, optó por regular de forma estricta la emisión de papel moneda, separándose de las propuestas más liberales que eran favorables a dejar mayor ámbito al libre mercado.
Es ilustrativo también mencionar la evolución del importe de billetes emitidos por el Banco de Inglaterra, que en 1833, once años antes de la Ley, representaban el 64,9% del importe total de billetes en circulación luego en 1860 subió al 76,7% y en 1910 llegó al 99,3%.

## Contenido
Las principales disposiciones de esta Ley fueron:
- Se establecía la creación de un departamento de emisión dentro del Banco de Inglaterra, completamente separado del departamentamento propiamente bancario. Ambos debían ser gestionados de forma independiente y autónoma.
- El nuevo departamento era el encargado de gestionar el oro del Banco. Se establecía igualmente que el importe total de los billetes en circulación tenían como límite el valor del oro disponible en su caja más 14 millones de libras, que debían estar garantizadas por títulos de deuda pública por mismo importe. El departamento de emisión del banco estaba igualmente obligado a canjear los billetes del Banco por la moneda metálica correspondiente, a solicitud del portador.
- Quedaba prohibida la creación de nuevos bancos emisores. Los que existían a la promulgación de la ley podían continuar emitiendo billetes pero sin incrementar el importe ya en circulación antes de la ley. Si alguno de estos bancos  emisores fuera disuelto, liquidado o absorbido perdería definitivamente su capacidad de emisión, que pasaría al Banco de Inglaterra.